# اوترخت
اُوترخت (به هلندی: Utrecht) یکی از شهرهای هلند و نیز مرکز و پرجمعیت‌ترین شهر استان اوترخت است. اُوترخت یک شهر مهم و دانشگاهی در هلند و اروپا است. این شهر در مرکز هلند واقع شده است و با جمعیتی برابر با 1 میلیون و 307 هزار نفر (سال 2019) چهارمین شهر بزرگ هلند به‌شمار می‌رود.

## فرهنگ
شهر اُوترخت زندگی فرهنگی فعالی دارد و از این نظر پس از آمستردام در مقام دوم کشور قرار می‌گیرد. اوترخت گزینش برای پایتخت فرهنگی اروپا در سال ۲۰۱۸ را نشانه رفته ‌است.